# Bila odstawna

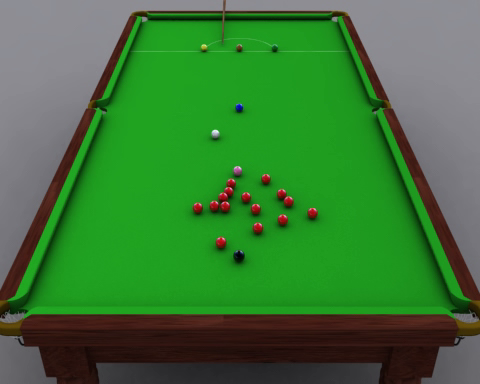
Błąd na bili odstawnej, w tej sytuacji biała bila powinna się była zatrzymać za jedną z bil kolorowych w polu D lub na górnej bandzie tak by przeciwnik miał utrudnione następne zagranie

Bila odstawna – w snookerze zagranie polegające na bezpiecznym ustawieniu białej bili - tak by następny zagrywający gracz nie mógł rozpocząć breaka.
Najczęstszymi okolicznościami zagrania bili odstawnej są:
- odstawna po rozbiciu (czyli po rozpoczęciu frame'a)
- brak możliwości kontynuacji breaka (gracz rozgrywający źle wychodzi na następną bilę)
- odstawna w momencie, gdy gracz będący przy stole potrzebuje snookerów, ale niemożliwe jest ich ustawienie (a są bile możliwe do wbicia)
- odstawna połączona z wbiciem, tzw. shot to nothing (odstawna jest wówczas po to, by przeciwnik nie miał łatwego początku breaka, po ewentualnej pomyłce zagrywającego)

Jest ona przeważnie używana w defensywie.